# Etmopterus fusus
Etmopterus fusus  (лат.) — вид рода чёрных колючих акул семейства лат. Etmopteridae отряда катранообразных. Обитает в восточной части Индийского океана на глубине до 550 м. Максимальный зарегистрированный размер 30 см. Тело веретенообразное, вытянутое. У основания обоих спинных плавников имеются шипы. Анальный плавник отсутствует.

## Таксономия
Впервые вид был описан в 2002 году. Голотип —  взрослый самец длиной 25,1 см, пойманный на севере в архипелага Дампье на глубине 500 м (18° 50' ю. ш. и 116° 20' в. д.). Паратипы: самки длиной 29,3 см, 28,8 см, пойманные там же на глубине 550 м и взрослые самцы длиной 25,8 и 25,5 см, пойманные на рифах Роули на глубине 430 м (18° 36' ю. ш. и 117° 19' в. д.).

## Ареал
Etmopterus fusus обитают в восточной части Индийского океана у берегов Австралии и Индонезии. Эти акулы встречаются на материковом склоне на глубине от 430 до 550 м. В водах Индонезии они предпочитают держаться на меньших глубинах (120—200 м).

## Описание
Максимальный зарегистрированный размер составляет 30 см. Тело вытянутое, веретенообразное, хвостовой стебель удлинён. Длина головы составляет более 21 % от общей длины. Окраска спины и брюха тёмная. Рот средней ширины, приблизительно равен длине глаза. Глаза узкие, на верхнем веке имеется бледное пятно. Тело покрыто плакоидными чешуйками, образующими регулярные продольные ряды. Позади глаз имеются брызгальца. У основания обоих спинных плавников расположены шипы. Анальный плавник отсутствует.
На верхней челюсти имеется 3 ряда, а на нижней один ряд зубов. Верхние и нижние зубы отличаются по форме. Верхние зубы маленькие, торчащие, оканчиваются несколькими семью зубцами. Нижние зубы лишены зазубрин, они подобны лезвиям и сцеплены основаниями между собой.

## Биология
Etmopterus fusus, вероятно, размножаются яйцеживорождением.

## Взаимодействие с человеком
В ареале глубоководный рыбный промысел ведется неактивно и в основном на глубине до 200 м. Пойманных в качестве прилова рыб выбрасывают. Международный союз охраны природы присвоил этому виду статус сохранности «Вызывающий наименьшие опасения.